# Zamia decumbens
Zamia decumbens — вид голонасінних рослин класу Саговникоподібні (Cycadopsida).
Етимологія: видовий епітет вказує на стовбур, що стелеться.

## Опис
Вид є незвичайним в роді тим, що має притиснутий стовбур, який росте по горизонталі по землі, а не росте вгору. Рослина іноді вмирає при основі, при формуванні нових коренів далі по стеблу. Є також деякі відмінності в формі листа і шишок, які відрізняють цей від інших видів в Белізі.
Вид має рідко розгалужені циліндричні стебла довжиною до 80 см і до 11 см в діаметрі. Листків 5–17 на рослині, кожен довжиною до 175 см, перисто-з'єднання з до 28 пар листових фрагментів. Листові фрагменти до 30 см в довжину і 5 см в поперечнику, ланцетні, поступово звужується до кінчика. Чоловічі шишки від конічних до циліндричних, до 16,5 см в довжину і 2,5 см в діаметрі. Жіночі шишки циліндричні, до 20 см в довжину і 6,5 см в діаметрі. Насіння червоне, яйцевиде, завдовжки до 2 см.

## Поширення, екологія
Цей вид відомий тільки з Белізу. Вид помилково називали в пресі кілька разів як Z. prasina до його визнання як самостійного виду. Станом на 2009, 7 популяцій були відомі в Горах Майя, кілька на грядах і вершинах гір, але найбільше за чисельністю населення в воронках в нижній частині. Провали є западинами в землі, викликані обваленням покрівлі печери. Вони дуже часто є домом для незвичайних рослин і тварин, тому що вони, як правило, є вода на дні, і тому, що круті стіни захищають воронки від травоїдних тварин.

## Загрози й охорона
Запропонований як той, що перебуває під критичною загрозою зникнення, CR.